# Elias Schwarzfeld
Elias Schwarzfeld sau Schwartzfeld (în ebraică אליאס (אליהו) שוורצפלד; n. 7 martie 1855, Iași, Moldova – d. 16 iulie 1915) a fost un istoric, eseist, romancier și publicist evreu moldovean, ulterior român, cunoscut, de asemenea, ca activist politic și filantrop. A scris în mai multe limbi (română, idiș, franceză) și și-a concentrat studiile asupra comunității evreiești din România, publicând constant articole și broșuri care s-au confruntat cu antisemitismul unei părți a populației. Elias Schwarzfeld a fost fratele istoricului literar Moses Schwarzfeld și unchiul poetului-filozof Benjamin Fundoianu.
Hărțuit și expulzat de autoritățile române, Schwarzfeld s-a stabilit în Franța și a devenit cetățean francez. În timp ce a continuat să-și desfășoare activitățile sale literare și științifice, a lucrat ca secretar al baronului Maurice de Hirsch, administrând diversele sale proiecte filantropice și, după 1891, organizația Jewish Colonization Association, care s-a ocupat cu reașezarea a mii de evrei europeni în Argentina, Palestina etc. 

## Biografie

### Cariera sa în România
Născut la Iași în 1855, Elias Schwarzfeld era primul fiu al unei familii cu tradiții intelectuale: tatăl său, Benjamin Schwarzfeld, era poet  director de școală și deținător al unei mari colecții de cărți. Frații mai mici, Wilhelm și Moses Schwarzfeld au devenit de asemenea literați, istorici și publiciști. Mama lor se numea Haia Lea. Sora lor, Adela Schwarzfeld-Wechsler (1859–1953), care era mama lui Benjamin Fundoianu. Elias Schwarzfeld a învățat mai întâi la școala tradițională iudaică - hederul melamedului Zelig, și apoi la școala evreiască Broder din Iași, iar mai apoi, la școli publice ale orașului, - „Sf. Sava” și „Treisfetitele” (Trei Ierarhi). Încă in timpul studiilor de liceu a publicat cele dintâi traduceri și creații literare. 
Între 1871 și 1873, a colaborat cu traduceri la ziarul ieșean Curierul de Iași, apoi a scris la Noul Curier Român. La fel ca și ceilalți doi frați ai săi, Elias a crescut într-un mediu intelectual modelat de societatea literară Junimea, membrii familiei sale cunoscându-i pe mai mulți dintre membrii de frunte ai Junimii.
În 1872 Schwarzfeld a participat la înființarea publicației Vocea Apărătorului, o revistă de atitudine, care urmărea să apere interesele evreilor. În mai 1874 a fondat la Iași Revista Israelitică, în care a publicat prima sa povestire, cu subiect din viața evreilor Darascha. 
După ce și-a luat bacalaureatul Schwarzfeld a plecat la București, lăsând Revista Israelitică în grija fratelui său, Moses. La București a fondat un cerc literar numit Junimea, care nu a dăinuit și după 9 luni, s-a întors la Iași, unde a rămas până în 1876. După 1876 a revenit la București, unde a colaborat la  „Calendar pentru israeliți” și a predat la școala evreiască „Iacob și Carolina Löbel”..
Între anii 1877 și 1878 Schwarzfeld a editat cotidianul idiș Jüdischer Telegraf; după ce acesta și-a încetat apariția, el a redactat bisăptămânalul idiș Ha-Yoetz. În această perioadă Schwarzfeld s-a arătat interesat să promoveze cauza comunității evreiești neemancipate din Regatul României: în 1878 a publicat prima sa broșură, Chestia școalelor israelite și a progresului israelit în România, prilejuită de o circulară emisă de Alianța Israelită Universală, prin care solicita informații cu privire la situația învățământului pentru evreii români și la nivelul lor de educație.
Schwarzfeld a studiat o vreme medicina, dar a abandonat-o mai târziu în favoarea studiilor de drept.În anii 1878- 1881 a studiat știin'ele politice și dreptul la Universitatea Liberă din Bruxelles, devenind doctor în drept în 1881.
Întors din Belgia, Elias Schwarzfeld s-a stabilit în 1881 la București, nu a continuat o cariera juridică, ci s-a dedicat activității jurnalistice, de literat si istoric. El a preluat conducerea ziarului Fraternitatea. El a devenit în acea perioadă unul dintre colaboratorii principali ai publicației Anuarul pentru Israeliți, fondate de fratele său, Moses, în 1877. Sub conducerea savantului evreu Moses Gaster, personalul publicației Anuarul pentru Israeliți, inclusiv Elias, a promovat o agendă asimilaționistă moderată (Haskalah). Elias Schwarzfeld a publicat în această revistă, în perioada 1884-1898, numeroase studii asupra istoriei evreilor din România. În 1883 a publicat o altă povestire, Rabinul făcător de minuni, conte populaire.
S-a implicat în activitatea  primelor loji evreiești din Romania, care au fost ulterior afiliate la Bnei Brit, organizație evreiască internațională, inspirată parțial de un model masonic, și care sprijinea viața comunitară evreiască. Elias Schwarzfeld a fost inițial vicepreședinte al lojei Fraternitatea și, mai târziu, secretar general al consiliului suprem al lojelor evreiești din România. În 1885 a publicat, în numele coreligionarilor săi din târgurile și satele României, două broșuri în care prezenta cazuri de persecuție antisemită și reacțiile comunității evreiești: Radu Porumbaru și isprăvile lui la Fabrica de Hârtie din Bacău și Adevărul asupra revoltei de la Brusturoasa.

### Expulzarea sa și stabilirea în Franța
Activitățile sale politice l-au făcut să devină indezirabil guvernului național-liberal al lui Ion C. Brătianu, iar Elias Schwarzfeld a fost expulzat la 17 octombrie 1885, având la dispoziție numai patruzeci și opt de ore pentru a-și aranja treburile personale. Alungat din România în aceeași perioadă cu Gaster, care luase poziție publică împotriva antisemitismului oficial, el a emigrat, în consecință, în Franța și s-a stabilit la Paris. Baronul Maurice de Hirsch l-a numit în 1886 în funcția de secretar al organizației sale particulare de caritate. Atunci când Hirsch a fondat Jewish Colonization Association (1891), Schwarzfeld a devenit secretarul general al acestei organizații; el a acționat, de asemenea, ca administrator al activității caritabile a baronesei Clara Hirsch, până la moartea acesteia. Ulterior, Schwarzfeld a fost naturalizat și a devenit cetățean francez.
Aflat la Paris, Elias Schwarzfeld și-a continuat activitatea științifică și literară în folosul evreilor români și a colaborat la ziarul evreiesc Egalitatea, pe care fratele său îl fondase în 1890 la București. Studiile și eseurile sale pe teme istorice au apărut în publicații internaționale prestigioase: studiile The Jews of Rumania from the Earliest Time to the Present Day și The Situation of the Jews in Rumania since the Berlin Treaty (1878) au fost publicate în anul 1901 în American Jewish Year Book, eseul The Jews of Moldavia at the Beginning of the Eighteenth Century a apărut în The Jewish Quarterly Review (vol. xvi) și un alt eseu intitulat Deux episodes de l’histoire des juifs roumains a fost publicat în Revue des Études Juives (voi. xiii). Studiul Les juifs en Roumaine depuis le Traité de Berlin” („Evreii din România după Tratatul de la Berlin”) a apărut sub pseudonimul Edmond Sincerus (Londra, 1901).
Elias Schwarzfeld a finalizat, de asemenea, scrierea unor romane noi: Bercu Batlen (1890), Gângavul (1895), Bețivul (1895), Prigonit de soartă (1895), O fată bătrână (1896), Unchiul Berisch (1896), Un vagabond (1896), Schimschele Ghibor, Judecata poporană (1896) și Polcovniceasa (1897). Majoritatea acestor romane au fost traduse în limba ebraică și publicate ulterior de M. Braunstein-Mebaschan. Schwarzfeld a tradus, de asemenea, în limba română mai multe romane scrise, printre alții, de Sámuel Kohn, Leopold Kompert, Marcus Lehman, Ludwig Philippson, Leopold von Sacher-Masoch. În plus, el a publicat versiuni în limba română ale unor scrieri științifice: articolul Juifs („Evrei”) al lui Isidore Loeb, studiul despre Talmud al lui Arsène Darmesteter și cele două prelegeri cu privire la iudaism ale lui Ernest Renan.
Moartea lui Elias Schwarzfeld a fost marcată printr-un necrolog sub formă de eseu publicat în revista evreiască Mântuirea, care a reprezentat prima contribuție a lui Benjamin Fundoianu în paginile acestui periodic. Fundoianu și-a exprimat admirația pentru unchiul său, pe care l-a apreciat drept „unicul istoric al evreilor din România”, o „arhivă viețuitoare” și luptător pentru „o cauză vitabilă și sfântă”: apărarea drepturilor evreilor. Contribuția lui Schwarzfeld a avut parte de elogii postume și în deceniile ulterioare. Într-un articol publicat în 1999, istoricul literar Z. Ornea a calificat contribuția predecesorului său în domeniul istoriei populației evreiești din România ca „remarcabilă”. În anul 2002 Editura Hasefer a republicat o parte din cercetările istorice ale lui Elias Schwarzfeld într-o antologie editată de istoricul Lya Benjamin: Evreii în texte istoriografice. Antologia include în special o replică apărută postum la studiul Istoria evreilor în țările noastre (1913) al istoricului naționalist etnic român Nicolae Iorga.

### Lexicoane si enciclopedii
- Isidore Singer - art.Familia Schwarzfeld באתר של.Jewish Encyclopaedia. (în engleză)
- Lucian-Zeev Herșcovici - art.Familia Schwarzfeld pe saitul YIVO Encyclopedia of Jews in Eastern Europe. (în engleză)